# Tiffany Evans
Tiffany Evans (New York, 4 agosto 1992) è una cantante e attrice statunitense.Dopo una fortunata partecipazione al talent show Star Search, Tiffany Evans ha ottenuto immediatamente un contratto con la Columbia Records e ha iniziato a lavorare come cantante e attrice già durante la preadolescenza. Il suo album di debutto eponimo è stato pubblicato nel 2008. Successivamente, Evans è diventata un'artista indipendente e ha continuato a pubblicare musica attraverso la sua etichetta, Live Love Entertainment.

## Carriera
Nata nel Bronx di New York, si è esibita per la prima volta a nove anni. Nel 2003 ha partecipato al programma televisivo Star Search, ottenendo una buona popolarità all'interno del programma. Concluso lo show ha debuttato come attrice interpretando prima un ruolo minore in The District e poi il personaggio di Tessa Sennet nella nota serie TV Law & Order - Unità Speciale, mentre l'anno seguente ha firmato un contratto con la Columbia Records. Hanno fatto seguito altre esperienze come attrice, sia sul piccolo che sul grande schermo. La sua partecipazione al film Amori e Sparatorie le ha permesso di incidere anche un brano, Father, Can You Hear Me?, per la relativa colonna sonora.
La sua carriera discografica è iniziata nel 2004 con il lancio di un EP eponimo costituito da sole cover e del singolo Let Me Be Your Angel, che rappresenta ad oggi il suo unico ingresso nella Billboard Hot 100. Nel 2007 ha pubblicato il singolo Promise Ring, in collaborazione con Ciara, che raggiunse la posizione 101 nella classifica statunitense. Nell'aprile 2008 è uscito il suo eponimo album d'esordio Tiffany Evans, su cui ha lavorato tra gli altri Rodney Jerkins.
Nel settembre 2011 ha pubblicato il singolo I'll Be There, eseguendo la première del video musicale durante la trasmissione televisiva 106 & Park. La promozione di quello che avrebbe dovuto essere il suo secondo album è comunque cessata di lì a poco: Evans e la Columbia Records hanno infatti interrotto i loro rapporti lavorativi nei mesi successivi. Evans ha successivamente fondato la sua etichetta discografica Live Love Entertainment, riuscendo a pubblicare un nuovo progetto intitolato 143 nel 2013. Nel 2015 ha pubblicato un secondo EP con la sua casa discografica, intitolato All of Me.
Nel 2020 è stata scritturata per un ruolo nel film Brother's Grim.

## Vita privata
Tiffany Evans è stata sposata con Lorenzo Henderson, da cui ha avuto due figli. In seguito al suo divorzio da Henderson, Tiffany Evans ha dichiarato di aver subito violenza domestica dall'uomo.

## Discografia

### Album studio
- 2008 – Tiffany Evans

### EP
- 2004 – Tiffany Evans

### Mixtape
- 2013 – 143
- 2015 – All of Me

## Filmografia

### Attrice

#### Cinema
- Amori e sparatorie (Diary of a Mad Black Woman), regia di Darren Grant (2005)

#### Televisione
- The District – serie TV, 1 episodio (2003)
- Law & Order - Unità vittime speciali (Law & Order: Special Victims Unit) – serie TV, episodio 8x11 (2007)
- The Quad – serie TV, 1 episodio (2017)
- VaVaVoom – Miniserie, 3 episodi (2019)

### Doppiatrice

#### Cinema
- Tarzan 2 (Tarzan II), regia di Brian Smith (2005)